# Norbert Schappacher

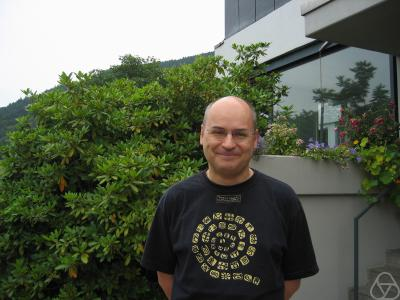
Norbert Schappacher in Oberwolfach, 2004

Norbert Schappacher (* 8. Oktober 1950 in Essen) ist ein deutscher Mathematiker.

## Leben und Wirken
Schappacher besuchte das Burggymnasium Essen und studierte ab 1969 an der Universität Bonn u. a. bei Günter Harder und Friedrich Hirzebruch, nach dem Vordiplom 1971 an der Universität Göttingen (u. a. bei Hans Grauert, Ulrich Stuhler, Martin Kneser) und 1974/75 an der Universität Berkeley (u. a. bei Tsit Yuen Lam und Robin Hartshorne). Nach dem Diplom 1975 war er Assistent in Göttingen, wo er 1978 bei Martin Kneser promoviert wurde (Eine diophantische Invariante von Singularitäten über nichtarchimedischen Körpern). 1979 bis 1981 war er an der Universität Paris XI in Orsay bei John Coates und 1983/84 am Max-Planck-Institut für Mathematik (MPI) in Bonn bei Günter Harder. 1985 war er Assistenzprofessor (Professeur Associé) an der Universität Paris XI, während er sich 1986 an der Universität Göttingen habilitierte (Periods of Hecke operators). 1986 war er am Mathematical Sciences Research Institute (MSRI) in Berkeley, danach wieder Assistenzprofessor in Orsay und 1987 bis 1991 als Heisenberg-Stipendiat am MPI in Bonn. 1990 war er am Institute for Advanced Study und ab 1991 Professor an der Universität „Louis Pasteur“ in Straßburg. 2001 war er Professor an der TU Darmstadt, ab 2004 wieder an der Universität Straßburg. Er war als Gastwissenschaftler u. a. am Tata Institute of Fundamental Research in Bombay, Göttingen (Gauß-Professur 2007 und Fellow am Lichtenberg-Kolleg 2011/12) und am Isaac Newton Institute in Cambridge.
Schappacher beschäftigt sich vor allem mit Zahlentheorie, arithmetischer Geometrie und Geschichte der Mathematik, insbesondere auch mit der Mathematik in Deutschland während der Zeit des Nationalsozialismus (u. a. zu Edmund Landau, Oswald Teichmüller und dem Mathematischen Institut in Göttingen), aber auch z. B. zu Kurt Heegner, Bartel Leendert van der Waerden,  Diophant von Alexandrien und Leonhard Euler. Er ist Herausgeber der „Revue d'Histoire des Mathématiques“ und Mitherausgeber der „Elemente der Mathematik“.
Er ist korrespondierendes Mitglied der Akademie der Wissenschaften zu Göttingen.

## Schriften
- mit Michael Rapoport, Peter Schneider (Hrsg.): Beilinson’s conjectures on special values of L-functions, Academic Press, Boston 1988, ISBN 0-12-581120-9 (Oberwolfach-Tagung; Perspectives in Mathematics 4)
- Periods of Hecke characters, Springer-Verlag, Berlin 1988, ISBN 3-540-18915-7 (Lecture Notes in Mathematics 1301)
- mit Martin Kneser: Fachverband – Institut – Staat. Streiflichter auf das Verhältnis von Mathematik zu Gesellschaft und Politik in Deutschland seit 1890 unter besonderer Berücksichtigung der Zeit des Nationalsozialismus. In: Gerd Fischer, Friedrich Hirzebruch, Winfried Scharlau, Willi Törnig (Hrsg.): Ein Jahrhundert Mathematik 1890-1990. Festschrift zum Jubiläum der DMV. Vieweg, Braunschweig 1990, ISBN 3-528-06326-2 (Dokumente zur Geschichte der Mathematik 6), S. 1–82
- On the history of Hilbert's twelfth problem, in: Michele Audin (Hrsg.): Matériaux pour l'histoire des mathématiques au XXe siècle. Actes du colloque à la mémoire de Jean Dieudonné (Nice 1996), SMF 1998
- Das Mathematische Institut der Universität Göttingen 1929–1950 (PDF-Datei, 4,4 MB), in: Heinrich Becker, Hans-Joachim Dahms, Cornelia Wegeler (Hrsg.): Die Universität Göttingen unter dem Nationalsozialismus (2., erweiterte Ausgabe), K. G. Saur, München 1998, S. 523–551 (detailreicheres Typoskript von 1983 in einer Neufassung vom April 2000 online, PDF-Datei, 355 kB)
- mit Alexander Reznikov (Hrsg.): Regulators in analysis, geometry and number theory, Birkhäuser, Basel 2000, ISBN 3-7643-4115-7 (Progress in Mathematics 171)
- mit Catherine Goldstein, Joachim Schwermer (Hrsg.): The shaping of arithmetic after C. F. Gauss’s Disquisitiones Arithmeticae. Springer-Verlag, Berlin 2007, ISBN 978-3-540-20441-1
- Framing Global Mathematics: The International Mathematical Union between Theorems and Politics. Springer, Cham, 2022, ISBN 978-3-030-95682-0.